# Muzea Mequinenza

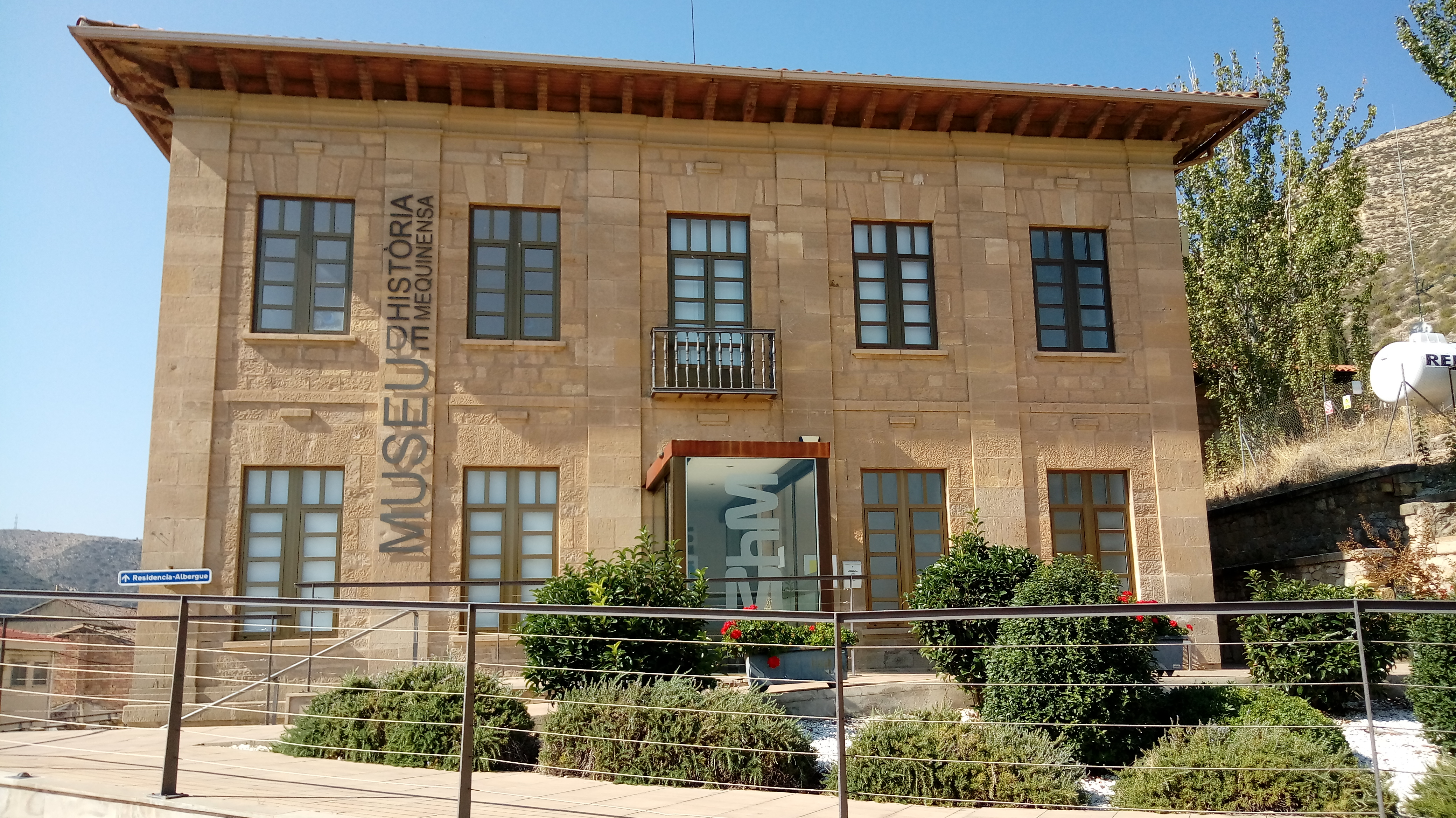
Muzea Mequinenza

Muzea Mequinenza jsou tři muzejní prostory v Mequinenza (Aragonie, Španělsko). Skládají se z muzea dolu, muzea historie Mequinenza a muzea prehistorické minulosti. Jejich cílem je šířit těžební a historické dědictví města, zejména starého města Mequinenza, které zmizelo pod řekou Ebro po vybudování vodní nádrže Ribarroja. Jeho umístění je ve školní skupině María Quintana postavené v roce 1927.

Budova, ve které je umístěno Muzeum historie Mequinenza, má půdorys ve tvaru písmene E s protáhlým středovým tělesem, které se táhne na přední fasádě se dvěma bočními výběhy a dalším výraznějším středovým tělesem. Původně měla dva vstupy po stranách, oddělující školní zónu pro chlapce v přízemí a dívčí v prvním patře. Za nimi byla postavena další malá budova, ve které se nacházela školní jídelna a mateřská škola.
Budova je vyrobena ze čtvercového kamene s klenutou střechou z dlaždic v arabském stylu a dřevěným okapem zvýrazněným ve stylu aragonských renesančních paláců. Jeho okna jsou rovná, s výjimkou několika v horním patře, které jsou zakončeny sníženým obloukem. Svým vnějším vzhledem přichází do styku s regionalistickými proudy architektury první třetiny 20. století.

## Uznání
Muzea Mequinenza jsou od roku 2017 součástí Iberian Network of Geomining Spaces, sdružení literárních prostor Espais Escrits a od roku 2020 World Network of Water Museums of UNESCO .
- Webové stránky muzea Mequinenza Archivováno 4. 10. 2017 na Wayback Machine.

- Muzeum dolu v muzeích Mequinenza
- Muzeum historie v muzeích Mequinenza
- Muzeum prehistorické minulosti v muzeích Mequinenza
- Staré město Mequinenza v muzeích Mequinenza